# Haus Kreiser

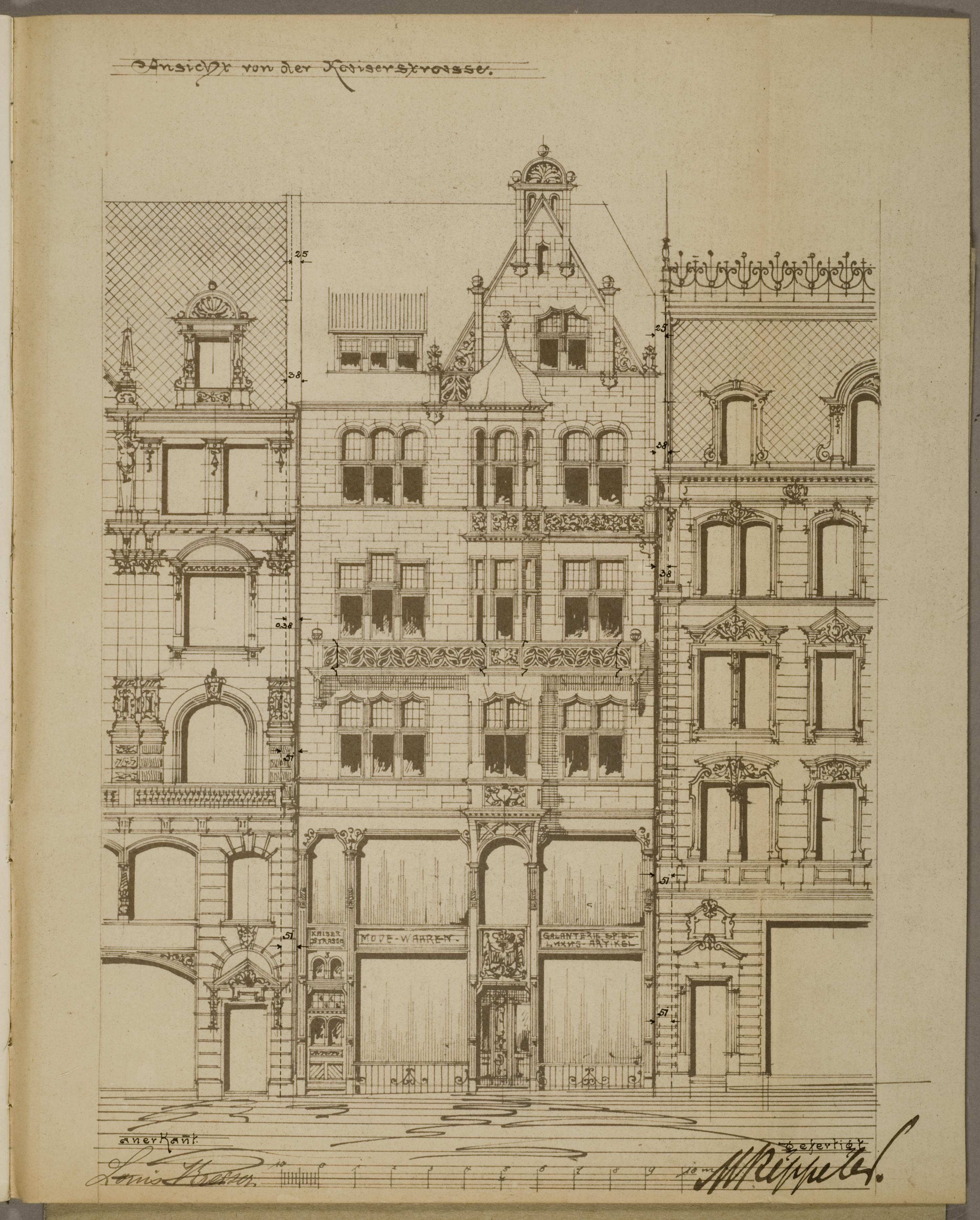
Haus Kaiserstraße 31, Architekt: M. Keppeler

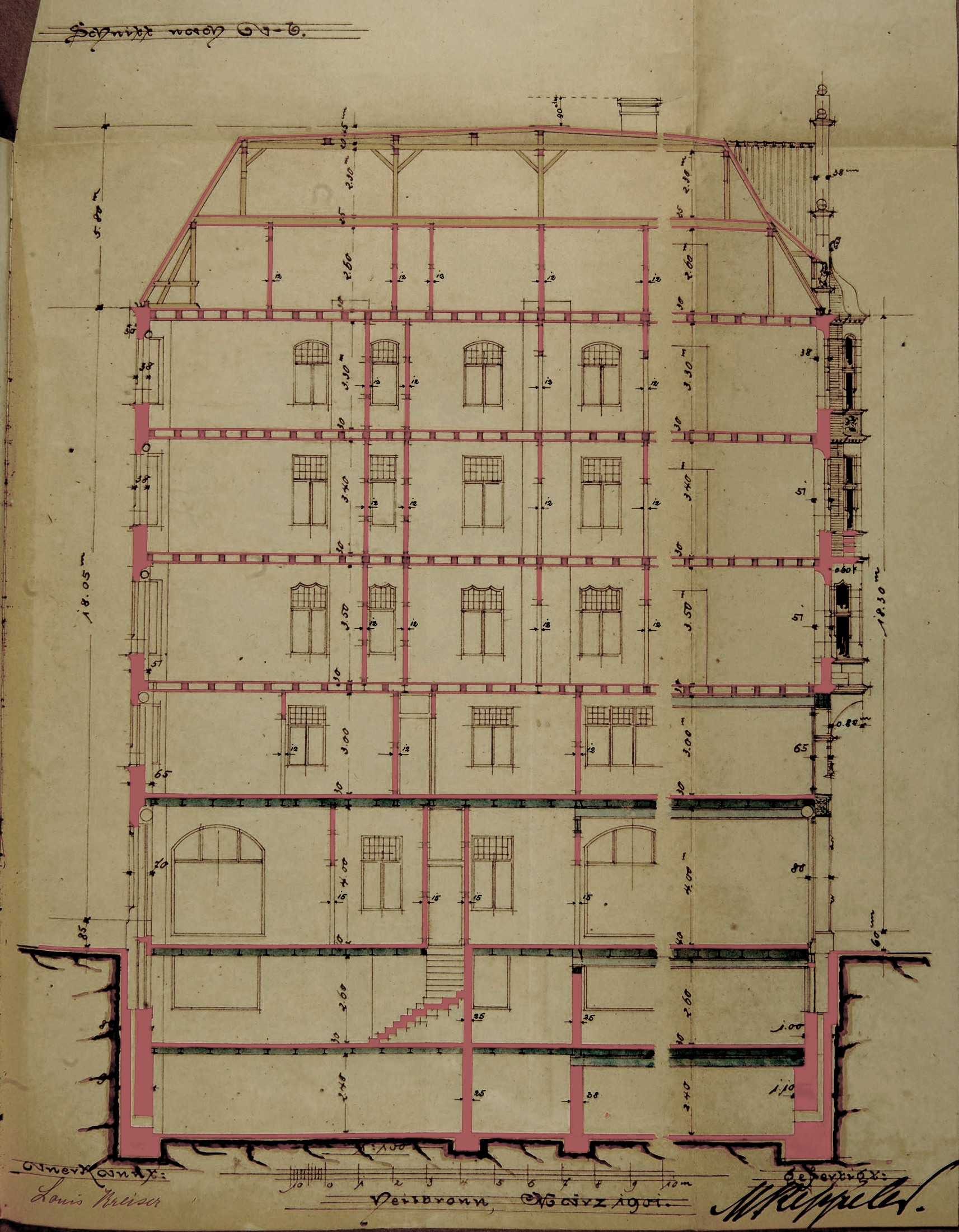
Querschnitt des Hauses Kaiserstraße 31, rechts ist der hervorstehende mehrgeschossige Erker zu sehen.

Das Haus Kreiser an der Kaiserstraße 31 in Heilbronn wurde 1901 für den Metzgermeister Louis Kreiser nach Entwürfen des Architekten Martin Keppeler erbaut. Der gründerzeitliche Prachtbau wurde an der Stelle des Hauses des verstorbenen Geistlichen Heinrich Ludwig Münster und der einstigen Lateinschule (1438) erbaut, von denen die alten Keller erhalten blieben.
Das Prachtgebäude wurde im Zweiten Weltkrieg zerstört. Seit 1950 befindet sich an der Stelle des Hauses 31 ein für das Stahlwarenhaus Herrmann erbautes Gebäude.

## Geschichte
Vor der Umgestaltung der Kaiserstraße zur Durchgangsstraße 1897 hatte das Anwesen an der Kaiserstraße 31 die Adresse Präsenzgasse 7 getragen. Bei der Häuserzählung 1855 erhielt es die Hausnummer 880.

### Lateinschule (1438–1620)

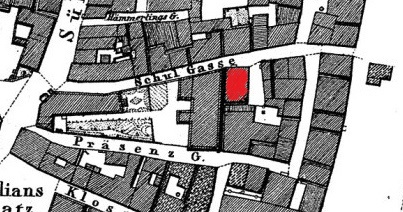
Heilbronn, Lateinschule, Kaiserstraße 31 (überarbeitet nach Archäolog. Stadtkataster Karte 4, Nr. 51).

1438 befand sich an dieser Stelle ein Schulgebäude, in dem im 15. Jahrhundert die einzige öffentliche Schule der Reichsstadt untergebracht war. In dem Gebäude waren drei Schularten beheimatet: Die Deutsche Schule, eine Mädchenschule sowie eine Lateinschule. Bis 1620 war das „enge […] und finstere […]“ Schulhaus in Betrieb, das bis zu diesem Zeitpunkt noch die Schüler der deutschen Schule als Schulhaus nutzten. Auf einem Foto von 1868 ist anstelle des ursprünglichen Schulhauses ein klassizistischer Neubau zu sehen. Einige Rektoren und Schüler der Lateinschule sind nach wie vor bekannt:

„Aus allen Gegenden Deutschlands kamen Schüler herbei und es dürfte fast einmalig sein, daß unter dem berühmten hochangesehenen Rektor Konrad Költer […] vier bedeutende deutsche Reformatoren (Erhard Schnepf, Philipp Melanchthon, Johann Lachmann und Johannes Oekolampad) der Heilbronner Reformationsbürgermeister (Hans Riesser) und der ‚Vater der modernen Botanik‘ Leonhart Fuchs dort zur Schule gegangen sind. Nachfolger ‚Meister Konrads‘ wurde der Mitverfasser des berühmten Heilbronner Katechismus, Kaspar Gretter von Gundelsheim … Den krönenden Abschluß dieser glänzenden Epoche humanistischen Schulwesens bildet folgerichtig die Erhebung der Lateinschule zum Gymnasium (1620)“

Bernd Röcker hat die Rektoren vor der Reformation (1431–1530) beschrieben, so Konrad Költer, der von 1492 bis 1527 Rektor der Heilbronner Lateinschule war.

### Haus des Heinrich Ludwig Münster (1723)

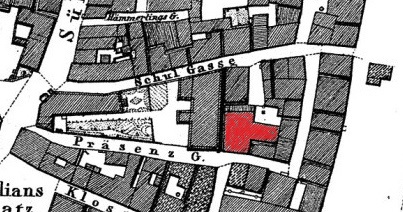
Heilbronn, bis 1723 Haus von H. L. Münster, danach Gasthaus „Der Ritter“, Kaiserstraße 31 und 33 (überarbeitet nach Archäolog. Stadtkataster Karte 4, Nr. 232).

Der einst dort befindliche Bau war das Haus des Geistlichen Heinrich Ludwig Münster (* 5. Dezember 1662 in Flein; † 5. März 1723 in Heilbronn), später wurde das Gebäude als Gasthaus mit dem Namen Der Ritter genutzt.
Heinrich Ludwig Münster war ein Ururenkel des Stammvaters der Heilbronner Münster-Familie, die mehr als 150 Jahre in Heilbronn und seinen reichsstädtischen Dörfern die Pfarrstellen besetzte. Heinrich Ludwig Münster wurde als Sohn von Johann Ludwig Münster und seiner Frau Agnes Dorothea, gebürtige Kollenberger, geboren und hatte Theologie in Straßburg und Altdorf bei Nürnberg studiert. Von 1714 bis 1723 hatte er als Senior der Heilbronner Geistlichkeit die erste Predigerstelle an der Heilbronner Kilianskirche inne und war auch Scholarch. 33 Jahre war er Pfarrer, 30 davon in Heilbronn. Münster verfügte über ein „beachtliches Vermögen, wie es nur wenige andere in der Stadt“ hatten. Die Verlassenschaft des verstorbenen Münster ist wissenschaftlich wichtig:

„Keine andere Quelle ist bezüglich der Aufzählung von Hab und Gut den Inventuren gleichzusetzen. Sie stellen deshalb für jeden kulturgeschichtlich Interessierten eine Fundgrube ersten Ranges dar. Darüber hinaus gehören sie zu den wichtigsten familiengeschichtlichen Quellen überhaupt.“

### Haus Louis Kreiser (1901)

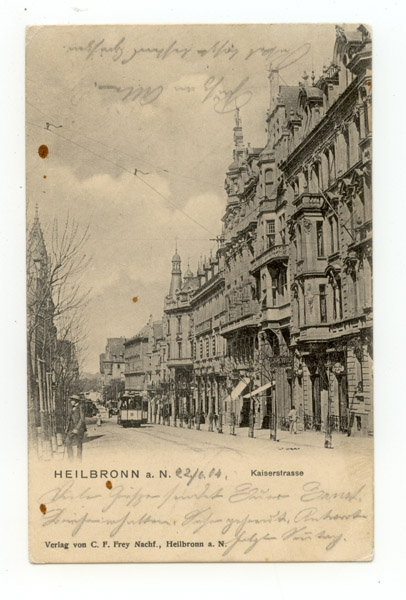
Giebelständiges Haus Kreiser mit mehrgeschossigen Erkern und Balkonen, 2. von rechts.

Nach dem Umbau der Kaiserstraße im Jahre 1897 entstanden auf vielen der alten Grundstücke repräsentative Gebäude dieser Zeit, die auf den Kellern der Vorgängerbauten ruhten. An der Kaiserstraße 31 wurde 1901 nach Plänen des Hofwerkmeisters Martin Keppeler († 31. Mai 1911 in Frankfurt am Main) ein Gebäude für Louis Kreiser, Metzgermeister, erbaut. Martin Keppeler war verheiratet mit Marie Weingand und war Vater des Architekten Christian Keppeler (* 6. Dezember 1874 in Heilbronn; † 2. April 1952 in Heilbronn). Sein Bauunternehmen bestand von 1875 bis 1960 in der Moltkestraße. Er zeichnete verantwortlich für den Bau mehrerer mittlerweile denkmalgeschützter Gebäude, darunter das Offizierskasino, Bismarckstraße 67 (1897/98), und die Maschinenfabrik, Olgastraße 45 (1904).
1914 erwarb der Kaufmann Heinrich Grünwald, vertreten durch seinen Schwager Siegfried Aram und Rechtsanwalt Dr. Wächter, das Haus. Seit 1920 war Konrad Morlock Eigentümer des Hauses, der darin das Café Morlock einrichtete, in dem täglich Konzerte gegeben wurden. Das Innere des Cafés war auch Gegenstand von Veröffentlichungen, so auf alten Heilbronner Ansichtskarten. Adolf Braunwald wurde mit Umbauten für das Café beauftragt. Das Café bestand nur bis 1922. Von 1922 bis 1924 war im Gebäude die Privatbank von Eugen Karaszkiewicz untergebracht. Spätestens seit 1933 befand sich im Erdgeschoss eine Gaststätte namens Stuttgarter Hofbräu.

### Zerstörung 1944 und Neubau 1950

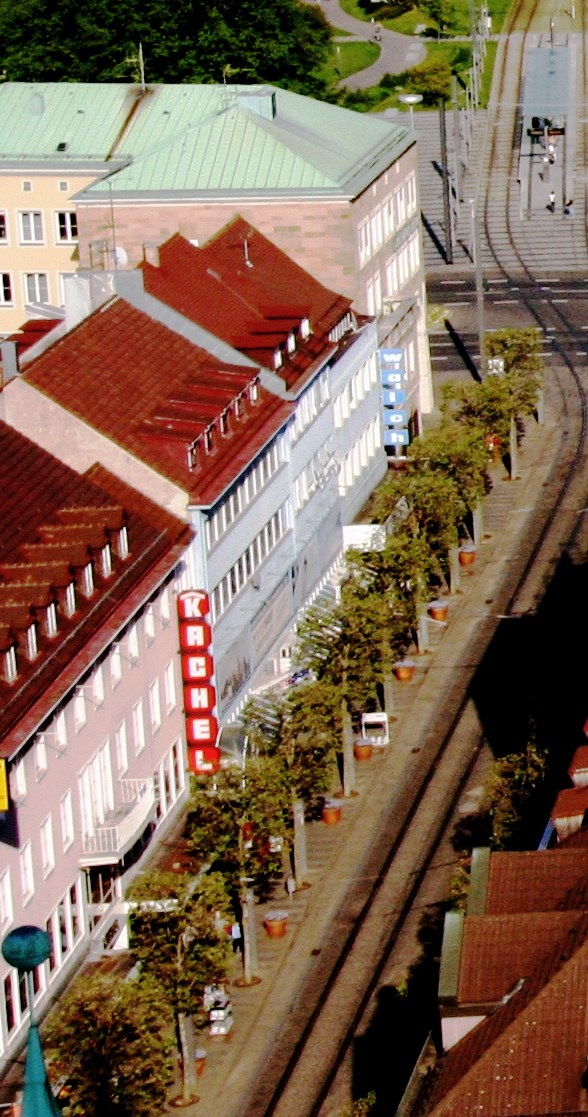
Heilbronn, Kaiserstraße 27–37 (Stand 2008)

Bei den Luftangriffen auf Heilbronn am 4. Dezember 1944 wurde der Prachtbau zerstört. In der Nachkriegszeit eröffnete am 19. August 1950 das Stahlwarenhaus Herrmann in dem Nachkriegsbau in der Kaiserstraße 31.

## Beschreibung

### Lage und Umgebung
Das Gebäude, das an der Kaiserstraße östlich der Kilianskirche in Heilbronn stand, wurde auf seiner Westseite vom Sportartikelhaus Saemann an der Kaiserstraße 29 und auf seiner Ostseite vom Doppelhaus Bauknecht & Graeßle an der Kaiserstraße Nr. 33–35 flankiert.

### Archäologie, Architektur und Kunst
Das Gebäude an der Kaiserstraße 31 zählte zu einer sich über die Hausnummern 25 bis 37 erstreckenden Gruppe repräsentativer Gebäude, die die Kaiserstraße zur „Prachtstraße der Gründerzeit“ machten: „Nirgends gab sich Heilbronn großstädtischer“. Die Keller der Vorgängerbauten blieben erhalten, so ein Gewölbekeller in 6 Metern Tiefe.
Uwe Jacobi beschreibt den Bau von 1901 als Bauwerk mit Erker und Türmchen.

## Rezeption
Die aufwändig gestaltete Schaufassade mit Erkern und Türmchen an der Kaiserstraße war direkt von der Klostergasse aus zu sehen. Eine Abbildung wurde von Uwe Jacobi für Heilbronn. Ein verlorenes Stadtbild verwendet:

„Blick um 1940 in die Klostergasse nach Norden auf die Kaiserstraße, die im Hintergrund von links nach rechts verläuft. Auf der Nordseite der Kaiserstraße sieht man ein Geschäftshaus mit Erker und Türmchen, im Erdgeschoss die Gaststätte Stuttgarter Hofbräu (auf dem Bild nicht sichtbar) rechts das Schuhhaus Walch und links das Sportartikelhaus Saemann.“

Ursula Messing beschrieb in Heilbronn in alten Ansichtskarten die damals bekanntesten Gasthäuser, Restaurants und Cafés. Neben dem Gasthaus zum Rosengarten, der Restauration zur Wolfsschlucht und dem Schillercafé zeigt sie auch das Caféhaus Morlock. Dabei verwendet Messing eine Abbildung des Inneren des Caféhauses, das von 1920 bis 1922 von Konrad Morlock, Eigentümer des Hauses, betrieben wurde und dessen Innenarchitektur nach Entwürfen von Adolf Braunwald gestaltet wurde:

„Hier eine Innenansicht des Caféhauses Morlock, Kaiserstraße 31, in dem täglich Konzerte gegeben wurden“

Hans Franke verwendete eine Abbildung des Hauses an der Kaiserstraße 31 – „ferner das Haus mit dem Schilde Hofbräu“ –, die vom Kiliansturm aus gemacht wurde, um die zahlreichen Gründerzeitbauten der jüdischen Kaufmannsfamilie Grünwald darzustellen:

„Diese seltene Aufnahme über den Chor der Kilianskirche hinweg zeigt das Haus Kaiserstraße 40, das von Heinrich Grünwald durch den Architekten Heinrich Stroh erbaut wurde. Der jüdischen Familie Grünwald gehörte auch das Haus Kaiserstraße 21, Ecke Schulgasse, ferner das Haus mit dem Schilde „Hofbräu“, sowie das längliche Haus hinter Kaiserstraße 40, das von Architekt Prof. Emil Beutinger erbaut wurde. Die Familie Grünwald war durch ihr Interesse an der bildenden Kunst bekannt.“